# Temps au tour sur le Nürburgring
Le temps au tour du Nürburgring (tracé de la Nordschleife) est une mesure parfois utilisée par des constructeurs automobiles pour tester leurs véhicules publiquement. Le record a été établi le 29 juin 2018 par une Porsche 919 Hybrid Evo sur le circuit complet de 20 832 m en 5 min 19 s 546. Cette voiture ne répondait toutefois à aucune catégorie sportive existante et n'a pas eu lieu durant une compétition officielle. Le record d'une voiture de course a été établi en 1983 par une Porsche 956 sur le circuit complet de 20 832 m en 6 min 11 s 13.

## Parcours

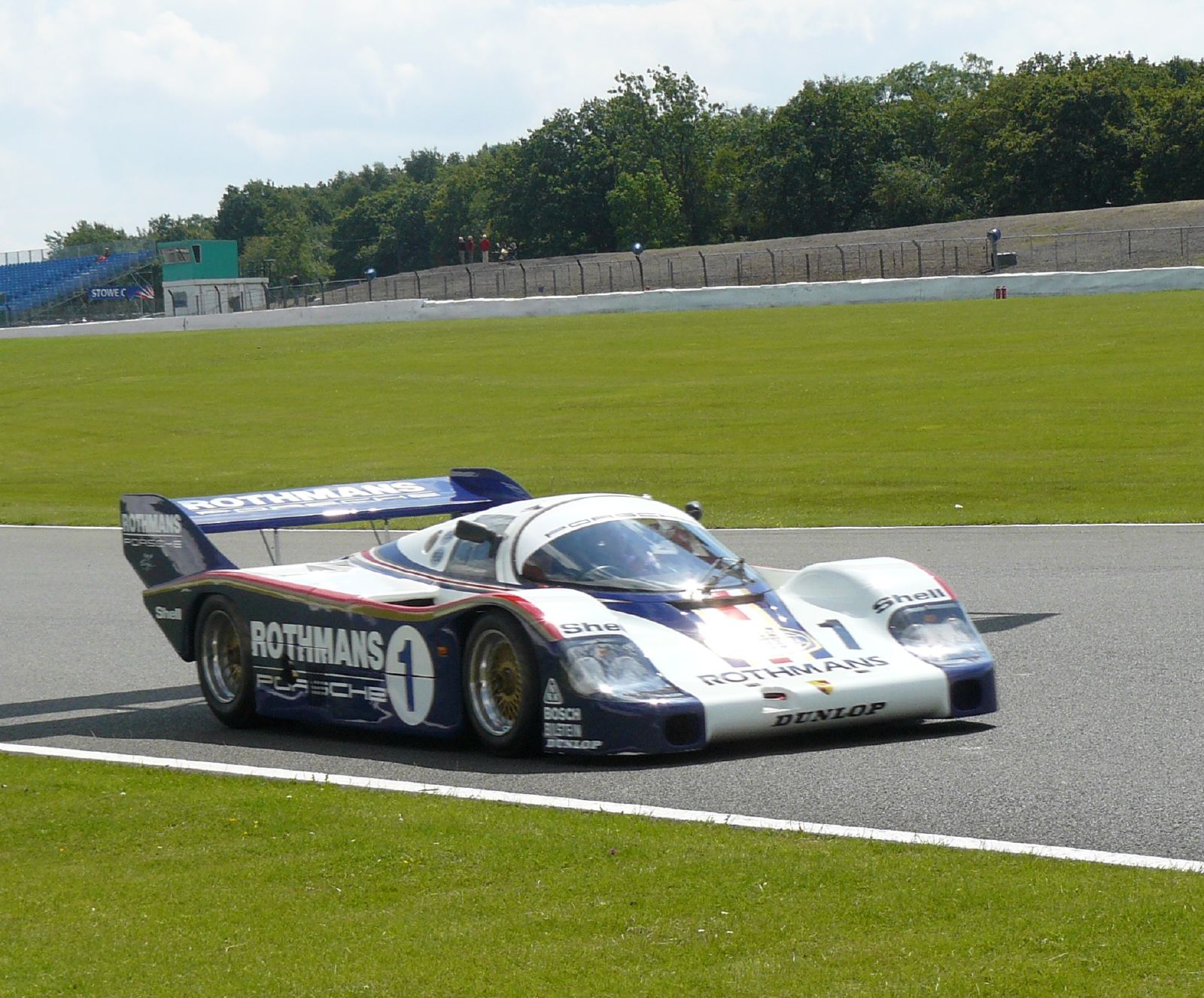
Porsche 956, détentrice du record absolu pendant 35 ans sur circuit complet de 20832 m.

Les temps réalisés ne sont pas tous comparables. Un tour actuel complet de la Nordschleife fait 20,832 km mais, pour des raisons de sécurité, la plupart des tours chronométrés le sont sur une longueur comptant 200 mètres de moins.
Pendant les essais menés par les constructeurs et durant lesquels le magazine allemand Sport Auto enregistre les chronomètres, la piste ne peut pas être empruntée à pleine vitesse aux abords des entrée et sortie du circuit située après la tribune 13. C'est pour cette raison que les essais dits « Supertest » de Sport Auto ne couvrent que la distance de 20,6 km, ce qui réduit le temps au tour d'environ 7 secondes par rapport à un tour complet, qui ne peut être réalisé que lors de compétitions ou lors de sessions privées.
Le circuit de 20 600 mètres est scindé en cinq sections :
- Première : 3 850 m
- Seconde : 4 235 m
- Troisième : 4 825 m
- Quatrième : 4 846 m
- Cinquième : 2 844 m

Le record absolu sur distance complète (20 832 m) est détenu par la Porsche 919 Hybrid EVO (pilotée par Timo Bernhard) en 5 min 19 s 55 lors d'un essai privé en juin 2018.

## Classement des meilleurs temps

### Véhicules homologués «route»
Aux fins de cette liste, un véhicule est considéré comme étant « homologué route » s'il est pourvu d'un certificat de conformité du constructeur permettant au véhicule d'être enregistré pour un usage routier dans n'importe quel pays de l'Union européenne.
| Longueur | Temps          |  | Véhicule                                  | Pilote                            | Date              | Notes |
| -------- | -------------- |  | ----------------------------------------- | --------------------------------- | ----------------- | --- |
| 20 832m  | 5 min 19 s 546 |  | PORSCHE 919 HYBRID EVO                    | Timo Bernhard                     | 29 juin 2018      | Test réalisé par Porsche, confirmé par vidéo |
| 20 800 m | 6 min 35 s 183 |  | Mercedes-AMG One                          | Maro Engel                        | 28 octobre 2022   | Test réalisé par Mercedes, confirmé par vidéo |
| 20 600 m | 6 min 38 s 84  |  | Porsche 911 GT2 RS MR (991.2)             | Lars Kern                         | 24 juin 2021      | Test réalisé par Porsche, confirmé par vidéo. Modèle préparé par Manthey-Racing. |
| 20 600 m | 6 min 43s 22   |  | McLaren P1 LM                             | Kenny Bräck                       | 26 mai 2017       | Test réalisé par Lanzante, confirmé par vidéo . Modèle homologué route préparé par Lanzante |
| 20 600 m | 6 min 43s 62   |  | Mercedes-AMG GT Black Series              | Maro Engel                        | 4 novembre 2020   | Test réalisé par Mercedes-AMG, confirmé par vidéo |
| 20 600 m | 6 min 44 s 84  |  | Porsche 911 GT3 RS (992)                  | Jörg Bergmeister                  | 5 octobre 2022    | Test réalisé par Porsche, confirmé par vidéo (6'49''328 - 20 832m) |
| 20 600 m | 6 min 44 s 97  |  | Lamborghini Aventador SVJ                 | Marco Mapelli                     | 26 juillet 2018   | Test réalisé par Lamborghini, confirmé par vidéo |
| 20 600 m | 6 min 47 s 25  |  | Porsche 911 GT2 RS (991.2)                | Lars Kern                         | 20 septembre 2017 | Temps réalisé par Porsche. |
| 20 832 m | 6 min 47 s 50  |  | Pagani Zonda R                            | Marc Basseng                      | 26 juil. 2010     | Temps réalisé par Pagani, confirmé par vidéo |
| 20 600 m | 6 min 49 s 65  |  | Porsche 911 GT3 RS MR (991.2)             | Kévin Estre                       | 23 Avril 2021     | Test réalisé par Porsche, confirmé par vidéo. Modèle préparé par Manthey-Racing. |
| 20 832 m | 6 min 51s 19   |  | Mclaren P1                                | Kenny Bräck                       | juin 2017         | Test réalisé par Lanzante |
| 20 600 m | 6 min 52 s 01  |  | Lamborghini Huracan Performante           | Marco Mapelli                     | 5 octobre 2016    | Test réalisé par Lamborghini et Pirelli, confirmé par vidéo. |
| 20 832 m | 6 min 54 s 34  |  | Porsche 911 GT3 RS MR (991.2)             | Kévin Estre                       | 23 Avril 2021     | Test réalisé par Porsche, confirmé par vidéo. Modèle préparé par Manthey-Racing. |
| 20 832 m | 6 min 55 s 73  |  | Porsche 911 GT3 MR (992)                  | Lars Kern                         | 2 juin 2022       | Test réalisé par Porsche, confirmé par vidéo. Modèle préparé par Manthey-Racing. |
| 20 600 m | 6 min 56 s 4   |  | Porsche 911 GT3 RS (991.2)                | Kévin Estre                       | 16 avril 2018     | Temps réalisé par Porsche. |
| 20 800m  | 6 min 57       |  | Ford Mustang GTD                          |                                   | 10 decembre 2024  | Temps réalisé par Ford Motor Company |
| 20 600 m | 6 min 57 s     |  | Porsche 918 Spyder                        | Marc Lieb                         | 2013              | Test réalisé par Porsche. Équipée du pack Weissach, avec pneumatiques Michelin Pilot Sport Cup 2. |
| 20 832m  | 6 min 58 s 70  |  | Ferrari 296 GTB                           | Christian Gebhardt                | 7 juin 2023       | Sport Auto (07/23), Asseto Fiorano Paket, Michelin Pilot Sport Cup 2 R. |
| 20 832 m | 6 min 59 s 92  |  | Porsche 911 GT3 (992)                     | Lars Kern                         | 16 février 2021   | Test réalisé par Porsche, confirmé par vidéo. |
| 20 832 m | 7 min 0 s 03   |  | Ferrari 488 PISTA                         | Christian Gebhardt                | octobre 2019      | Sport Auto Supertest, Michelin Pilot Sport Cup 2 R K1. |
| 20 600 m | 7 min 0 s 928  |  | Rimac Nevera                              | Martin Kodrić                     | 2023              | Test réalisé par Rimac. Confirmé par une vidéo (7'05''298 - 20 832) |
| 20 600 m | 7 min 1 s 3    |  | Dodge Viper ACR                           | Lance Arnold                      | 2017              | Test réalisé par GoFunMe. |
| 20 600 m | 7 min 4 s 632  |  | Mercedes-AMG GT R Pro                     | Maro Engel                        | 2018              | Test réalisé par Mercedes-AMG. |
| 20 832 m | 7 min 4 s 957  |  | Xiaomi SU7 Ultra                          | Vincent Radermecker               | 2025              | Berline électrique de série la plus rapide. Confirmé par une vidéo. |
| 20 600m  | 7 min 8 s 679  |  | Nissan GT-R (Nismo)                       | Michael Krumm                     | 2013              | Test réalisé par Nissan. Confirmé par une vidéo |
| 20 832 m | 7 min 9 s 300  |  | Porsche Cayman GT4 RS                     | Jörg Bergmeister                  | Octobre 2021      | Test réalisé par Porsche |
| 20 600 m | 7 min 10 s 92  |  | Mercedes-AMG GT R                         | Christian Gebhardt                | 8 décembre 2016   | Test réalisé par Sport Auto. Confirmé par vidéo. |
| 20 600 m | 7 min 11 s 57  |  | Gumpert Apollo Speed                      | Florian Gruber                    | 13 août 2009      | Sport Auto (Allemagne) |
| 20 600 m | 7 min 12 s 69  |  | Porsche Carrera GT                        | Jörg Bergmeister                  | 12 Décembre 2024  | Test réalisé par Sport Auto. Confirmé par vidéo |
| 20 600 m | 7 min 12 s 70  |  | Porsche 911 GT3 (991.2)                   | Lars Kern                         | 4 mai 2017        | Test réalisé par Porsche. Confirmé par vidéo. |
| 20 600 m | 7 min 12 s 13  |  | Dodge Viper SRT-10 ACR                    | Dominik Farnbacher                | Octobre 2011      | Test réalisé par SRT. Confirmé par une vidéo |
| 20 600 m | 7 min 17s 08   |  | BMW M4 CSL (2022)                         | Jörg Weidinger                    | sept 2023         | Test réalisé par BMW. Confirmé par une vidéo. |
| 20 600 m | 7 min 14 s 64  |  | Lexus LFA - Nürburgring Edition           | Akira Iida                        | 31 août 2011      | Test réalisé par Lexus. Confirmé par une vidéo. |
|          | 7 min 14 s 89  |  | Donkervoort D8 RS                         | Michael Düchting                  | 2006              | Sport Auto (Allemagne) |
|          | 7 min 16 s 04  |  | Chevrolet Camaro ZL1 1LE                  |                                   |                   | |
|          | 7 min 17 s 51  |  | Alpine A110r ultime                       | Esteban Ocon                      | Octobre 2023      | Sport auto (France) |
|          | 7 min 18 s     |  | Porsche 911 GT2 RS (997.2)                | Timo Kluck                        | avril 2010        | Motor Trend |
|          | 7 min 18 s 6   |  | Nissan GT-R (2013)                        | Toshio Suzuki                     | 14 mai 2012       | Test réalisé par Nissan. Confirmé par une vidéo |
|          | 7 min 19 s 63  |  | Chevrolet Corvette C6 ZR1 (2012)          | Jim Mero                          | 9 juin 2011       | Test réalisé par Chevrolet. Confirmé par vidéo |
|          | 7 min 20 s     |  | Porsche 911 GT3 RS (991.1)                | Unknow Driver Factory             | Mars 2015         | Test réalisé par Porsche |
|          | 7 min 21 s 23  |  | Jaguar XE SV Project 8                    | Vincent Radermecker               | 29 novembre 2017  | Test réalisé par Jaguar. Confirmé par vidéo. |
|          | 7 min 21 s 63  |  | Ferrari 488 GTB (2016)                    | Christian Gebhardt                | novembre 2016     | Test réalisé par Sport Auto. Confirmé par vidéo. |
|          | 7 min 22 s 68  |  | Chevrolet Corvette C6 Z06 (2012)          | Jim Mero                          | 23 juin 2011      | Test réalisé par Chevrolet. Confirmé par vidéo |
|          | 7 min 24 s     |  | Porsche 911 GT2 RS (997.2)                | Horst von Saurma                  |                   | Sport Auto novembre 2010 |
|          | 7 min 24 s 22  |  | Nissan GT-R (2011)                        | Toshio Suzuki                     | 1er octobre 2010  | Test réalisé par Nissan sur piste mouillée. Confirmé par une vidéo. Best Motoring, décembre 2010 |
|          | 7 min 24 s 3   |  | Maserati MC12                             | Marc Basseng                      | août 2008         | Test réalisé par Evo |
|          | 7 min 24 s 44  |  | Pagani Zonda F Clubsport                  | Marc Basseng                      | août 2008         | Test réalisé par Evo |
| 20 600 m | 7 min 25 s 04  |  | Porsche Panamera Turbo                    | Lars Kern                         | Aout 2020         | Test réalisé par Porsche |
| 20 832 m | 7 min 25 s 231 |  | Tesla Model S Plaid Track pack            | Tom Schwister                     | 02/06/2023        | https://www.youtube.com/watch?v=Y1r4ZotaY6U |
|          | 7 min 25 s 41  |  | Mercedes-AMG GT 4 portes                  | Demian Schaffert                  | 24 octobre 2018   | Test réalisé par Mercedes-AMG. Confirmé par une vidéo |
|          | 7 min 25 s 7   |  | Ferrari Enzo                              | Marc Basseng                      | août 2008         | Test réalisé par Evo |
|          | 7 min 26 s 4   |  | Mercedes SLS AMG Black Series             |                                   | 2013              | |
|          | 7 min 26 s 4   |  | Chevrolet Corvette C6 ZR1 (2009)          | Jim Mero                          | 27 juin 2008      | Test réalisé par General Motors. Confirmé par une vidéo. |
|          | 7 min 26 s 7   |  | Nissan GT-R (2009)                        | Toshio Suzuki                     | 23 avril 2009     | Test réalisé par Nissan Motors avec des pneumatiques spéciaux. Confirmé par une vidéo. Best Motoring, août 2009 |
|          | 7 min 27 s 00  |  | Porsche 997 GT3 RS 4.0                    |                                   |                   | |
|          | 7 min 27 s 82  |  | Pagani Zonda F Clubsport                  | Marc Basseng                      | septembre 2007    | Test réalisé par Pagani, |
|          | 7 min 27 s 88  |  | BMW M4 GTS                                | Jörg Weidinger                    | décembre 2015     | Test réalisé par BMW. Confirmé par une vidéo. |
|          | 7 min 28 s     |  | McLaren MP4-12C                           |                                   | octobre 2011      | |
|          | 7 min 28 s 081 |  | Ford GT (2016)                            |                                   | janvier 2016      | [ 37 ] |
|          | 7 min 28 s 71  |  | Porsche Carrera GT                        | Walter Röhrl                      | 2 juillet 2004    | [ 36 ] |
|          | 7 min 29s 50   |  | BMW M3 CS Touring (2025)                  |                                   | 31juillet 2025    | Test réalisé par BMW. Confirmé par une vidéo. |
|          | 7 min 29 s 60  |  | Chevrolet Camaro ZL1 (2017)               | Drew Cattell                      | 24 octobre 2016   | Test réalisé par General Motors |
| 20 600 m | 7 min 30 s 30  |  | BMW M3 Touring (2022)                     | Jörg Weidinger                    | Juin 2022         | Test réalisé par BMW. Confirmé par une vidéo. |
| 20 600 m | 7 min 30 s 909 |  | Tesla Model S Plaid                       |                                   | 9 septembre 2021  | Test réalisé par Tesla. Modèle de série. |
|          | 7 min 32 s     |  | Alfa Romeo Giulia (2015)                  | Fabio Francia                     | 9 septembre 2016  | 2,9 L V6 Quadrifoglio (boîte de vitesses automatique). |
|          | 7 min 32 s 02  |  | Porsche 911 GT2 (2008)                    | Walter Röhrl                      | 2007              | Test réalisé par Porsche, pneumatiques de type R[réf. nécessaire]. |
|          | 7 min 32 s 19  |  | Mustang Shelby GT 350R                    |                                   | 26 janvier 2015   | Test réalisé par Ford. Confirmé par une vidéo. |
| 20 832 m | 7 min 33 s 35  |  | Porsche Taycan Turbo S                    | Lars Kern                         | Aout 2022         | Test réalisé par Porsche |
| 20 832 m | 7 min 32 s 92  |  | Ferrari 458 Italia                        | Sascha Bert                       | novembre 2010     | Auto Bild Sportscars, novembre 2010 |
|          | 7 min 33 s 6   |  | Koenigsegg CCX                            | Marc Basseng                      | août 2008         | Test réalisé par Evo. |
| 20 600 m | 7 min 33 s 96  |  | Porsche Cayenne Turbo Coupé               | Lars Kern                         | Juin 2021         | Test réalisé par Porsche |
|          | 7 min 34 s     |  | Koenigsegg CCR                            | Horst von Saurma                  | 17 octobre 2005   | Sport Auto (03/2006) |
|          | 7 min 34 s     |  | Porsche 911 GT2                           |                                   | septembre 2008    | Test réalisé par Porsche |
|          | 7 min 34 s     |  | Nissan GT-R (2011)                        | Horst von Saurma                  | octobre 2010      | Sport Auto (11/2010) |
|          | 7 min 35 s     |  | Ruf Rt 12                                 |                                   |                   | Sport Auto (02/2008) |
| 20 600 m | 7 min 35 s 52  |  | Audi RS3 Sedan                            | Frank Stippler                    | 14 juin 2021      | Test réalisé par Audi et confirmé par vidéo. |
|          | 7 min 36 s     |  | Honda NSX                                 | Christian Gebhardt                | 2016              | |
|          | 7 min 37 s 47  |  | Chevrolet Camaro Z28                      | Valentin Gourdon                  | octobre 2013      | Test réalisé par General Motors |
|          | 7 min 38 s     |  | Porsche 911 Turbo                         |                                   | septembre 2008    | Test réalisé par Porsche |
|          | 7 min 38 s     |  | Chevrolet Corvette C6 ZR1                 | Horst von Saurma                  | octobre 2009      | Essai réalisé par Sport Auto (Allemagne), pneus Michelin Pilot Sport ZP. |
|          | 7 min 38 s     |  | Nissan GT-R                               | Horst von Saurma                  |                   | Sport Auto, juillet 2009, pneus Dunlop SP Sport 600 DSST. |
| 20 832 m | 7 min 38 s 92  |  | Porsche Cayenne (2021)                    | Lars Kern                         | juin 2021         | Test réalisé par Porsche |
|          | 7 min 38 s     |  | Ferrari 458 Italia                        | Horst von Saurma                  |                   | Sport Auto, août 2010, pneus Michelin Pilot Sport PS2. |
|          | 7 min 38 s     |  | BMW M2                                    | Jörg Weidinger                    | avril 2023        | Test réalisé par BMW |
| 20 600 m | 7 min 38 s 92  |  | BMW M5 (2018)                             | Christian Gebhardt                | 2018              | Sport Auto, juin 2018 (Supertest BMW M5 F90). Confirmé par une vidéo. |
|          | 7 min 39 s     |  | Porsche 911 Turbo (2010)                  |                                   |                   | Test réalisé par Porsche |
|          | 7 min 39 s     |  | Ferrari 430 Scuderia                      | Horst von Saurma                  |                   | Sport Auto, juillet 2008 |
|          | 7 min 39 s 28  |  | Shelby GT 500                             |                                   | 28 octobre 2013   | SVTPerformance (10/2013) |
| 20 832 m | 7 min 40 s     |  | Bugatti Veyron EB 16.4                    |                                   |                   | Wheels Magazine (09/2005) |
| 20 600 m | 7 min 40 s     |  | Lamborghini Murciélago LP640              | Giorgio Sanna                     |                   | Lamborghini Auto Bild (01/2007) |
|          | 7 min 40 s     |  | Mercedes-Benz SLR McLaren                 | Klaus Ludwig                      |                   | Auto Bild (07/2004)[réf. nécessaire] |
|          | 7 min 40 s     |  | Porsche Cayman GT4                        | Walter Rohrl                      | janvier 2015      | Dossier de presse Porsche (aucune vidéo du tour complet, pas de preuve formelle ni de chrono précis validé par un organe indépendant). |
|          | 7 min 40 s     |  | Mercedes SLS AMG                          | Horst von Saurma                  |                   | Sport Auto (2010) |
|          | 7 min 40 s 6   |  | Ford GT                                   | Markus Draper                     |                   | Octane Magazine[réf. nécessaire] |
|          | 7 min 40 s 10  |  | Renault Megane 4 RS TROPHY-R              | Laurent Hurgon                    | 5 avril 2019      | Record actuel en catégorie « traction ». Essai réalisé par Renault Sport |
| 20 832 m | 7 min 40 s 76  |  | Lamborghini Gallardo LP570-4 Superleggera | Sascha Bert                       | novembre 2010     | Auto Bild Sportscars (11/2010) |
|          | 7 min 41 s 23  |  | Porsche 911 Turbo S                       | Sascha Bert                       | novembre 2010     | Auto Bild Sportscars (11/2010) |
|          | 7 min 41 s 27  |  | Chevrolet Camaro ZL1 2012                 | Aaron Link                        | août 2011         | Test GM, confirmé par une vidéo. |
|          | 7 min 41 s 50  |  | Chevrolet Corvette ZR1                    | Sascha Bert                       | août 2009         | Auto Bild Sportscars (08/2009) |
|          | 7 min 42 s 25  |  | Audi RS Q8                                | Frank Stippler                    | novembre 2019     | Record SUV, modèle de pré-série spécialement préparé. |
| 20 600 m | 7 min 42 s 99  |  | Chevrolet Corvette C6 Z06                 | Jan Magnussen                     | 2005              | General Motors, |
| 20 832 m | 7 min 43 s 65  |  | Nissan GT-R                               | Sascha Bert                       | novembre 2010     | Auto Bild Sportscars (11/2010) |
| 20 600 m | 7 min 43 s 80  |  | Honda Civic Type R FK8 (2017)             |                                   | 3 avril 2017      | Véhicule de production (le système de navigation et la banquette arrière ont été supprimés pour compenser le poids d'un arceau de sécurité flottant). |
|          | 7 min 44 s     |  | Audi R8 V10                               |                                   |                   | Sport Auto (09/2009) |
|          | 7 min 44 s     |  | Pagani Zonda S                            | Horst von Saurma                  |                   | Sport Auto (02/2005) |
| 20 832 m | 7 min 44 s 42  |  | Mercedes-Benz SLS AMG                     | Sascha Bert                       | novembre 2010     | Auto Bild Sportscars (11/2010) |
| 20 600 m | 7 min 45 s 19  |  | Mercedes-AMG E 63 S                       | Christian Gebhardt                | 9 novembre 2017   | Test réalisé par Sport Auto. Confirmé par vidéo (record du tour dans la catégorie « Break » en 2017). |
|          | 7 min 46 s     |  | Porsche 911 GT2                           | Horst von Saurma                  |                   | Sport Auto (06/2001) |
|          | 7 min 46 s 36  |  | Jaguar XJ220                              | John Nielsen                      |                   | Evo (07/2000) |
|          | 7 min 47 s     |  | Ferrari 599 GTB Fiorano                   | Horst von Saurma                  |                   | Sport Auto |
|          | 7 min 47 s 19  |  | Volkswagen Golf GTI Clubsport S           |                                   | 26 octobre 2016   | Premier record pour une traction sur le nouveau circuit d'après début 2016 qui a subi des rénovations. Établi sur piste sèche. |
|          | 7 min 48 s     |  | BMW M3 GTS                                |                                   | Sport Auto        | |
|          | 7 min 49 s     |  | Chevrolet Corvette C6 Z06                 | Horst von Saurma                  | 22 juin 2007      | Sport Auto |
|          | 7 min 49 s 36  |  | Mercedes-Benz Classe GLC (Type 253)       | Markus Hofbauer                   | 22 novembre 2017  | Test réalisé par Mercedes-AMG Confirmé par une vidéo |
|          | 7 min 50 s     |  | BMW M3 CSL                                | Horst von Saurma                  |                   | Sport Auto (08/2003) |
|          | 7 min 50 s     |  | Porsche 911 Carrera S (2009)              | Horst von Saurma                  |                   | Sport Auto, août 2008, PCCB, PDK, Sport Chrono Plus, pneumatiques Michelin Cup. |
|          | 7 min 50 s 63  |  | Honda Civic Type R 2015                   |                                   | mai 2014          | Dernier record pour une traction sur l'ancien circuit d'avant début 2016 qui n'avait pas encore subi de rénovation. Le véhicule était un véhicule de pré-production avec moteur, suspensions et pneus à l'état de prototypes mais néanmoins identiques à ceux de la voiture de série. La climatisation, la radio ont été supprimées compensant ainsi la masse d'un arceau flottant pour la sécurité du pilote, à noter que la cage n'a pas amélioré la rigidité de la coque car elle était fixée à la voiture via des cales en caoutchouc. Selon Honda, il s'agit d'un nouveau record pour une voiture traction. Honda n'a pas communiqué l'identité du pilote. |
|          | 7 min 51 s     |  | Alfa Romeo Stelvio                        | Fabio Francia                     | septembre 2017    | Record pour un SUV, essai constructeur. |
|          | 7 min 52 s     |  | BMW M4                                    |                                   | juin 2014         | Sport Auto |
|          | 7 min 54 s     |  | Mercedes CLK DTM AMG                      |                                   |                   | Sport Auto (mars 2005) |
|          | 7 min 54 s     |  | Nissan GT-R                               |                                   | septembre 2008    | Essai réalisé par Porsche |
|          | 7 min 54 s     |  | Porsche 911 Turbo 997                     | Horst von Saurma                  |                   | Sport Auto (05/2007) |
|          | 7 min 54 s 36  |  | Mégane R.S. 275 Trophy-R                  | Laurent Hurgon                    | 15 mai 2014       | Essai réalisé par Renault Sport. Voiture à roues avant motrices (traction). |
| 20 832 m | 7 min 55 s     |  | Subaru Impreza                            | Tommi Mäkinen                     | 16 avril 2010     | Subaru - Nürburgring Challenge (caméra embarquée) |
| 20 600 m | 7 min 55 s     |  | Caterham R500 Superlight                  | Robert Nearn                      |                   | Evo (07/2000) |
|          | 7 min 55 s     |  | Ferrari F430 F1                           | Horst von Saurma                  |                   | Sport Auto (01/2006) |
|          | 7 min 55 s 41  |  | BMW Z4 M40i (G29)                         | Christian Gebhardt                | septembre 2018    | Sport auto Supertest |
|          | 7 min 56 s 23  |  | Mercedes-Benz SLS AMG Eletric Drive       | Markus Hofbauer                   | 3 juin 2013       | Premier véhicule électrique de série à passer sous la barre des 8 minutes. |
|          | 7 min 56 s     |  | Chevrolet Corvette C5 Z06                 | Dave Hill                         |                   | crossedflags.com |
|          | 7 min 56 s     |  | Porsche 911 Turbo                         | Horst von Saurma                  |                   | Sport Auto, juin 2000 |
|          | 7 min 56 s     |  | Ferrari 360 Challenge Stradale f1         | Horst von Saurma                  |                   | Sport Auto, février 2004, pneus Sport[réf. nécessaire] |
|          | 7 min 56 s 773 |  | Honda NSX-R NA2                           | Motoharu Kurosawa                 |                   | Best Motoring, vidéo Carrera |
|          | 7 min 58 s 04  |  | Seat León Cupra SC                        | Jordi Gené                        | mars 2014         | Essai réalisé par Seat |
|          | 7 min 58 s 52  |  | Audi RS4 Avant (B9)                       | Christian Gebhardt                | Juillet 2018      | Sport Auto Supertest (07/2018) |
|          | 7 min 59 s     |  | Chevrolet Corvette C6 Z51                 | Dave Hill                         |                   | Essai réalisé par General Motors[réf. nécessaire]. |
|          | 7 min 59 s     |  | Cadillac CTS-V (2009)                     | John Heinricy                     | 9 mai 2008        | Essai réalisé par General Motors. |
|          | 7 min 59 s     |  | Nissan Skyline GT-R R33 V-Spec            | Dirk Schoysman                    | 1996              | Best Motoring - Time Attack / Autocar magazine 97, stock[réf. nécessaire] |
|          | 7 min 59 s 38  |  | Pontiac GTO                               |                                   | juin 2008         | Auto Bild Sportscars |
|          | 8 min 01 s     |  | Nissan Skyline GT-R R33                   | Motoharu Kurosawa                 |                   | Best Motoring - vidéo Special DVD[réf. nécessaire] |
|          | 8 min 02 s     |  | Mercedes CLK 63 AMG - Black Series        |                                   |                   | Auto Bild (07/2007) |
|          | 8 min 02 s     |  | Aston Martin DBS                          | Horst von Saurma                  |                   | Sport Auto |
|          | 8 min 03 s     |  | Aston Martin V8 Vantage (2005)            | Horst von Saurma                  |                   | Sport Auto (10/2005) |
|          | 8 min 04 s     |  | Audi R8 V8                                |                                   |                   | Sport Auto (07/2007) |
|          | 8 min 04 s     |  | Alfa Romeo 4C                             | Horst von Saurma                  |                   | TopSpeed.com (09/2012) |
|          | 8 min 04 s     |  | Porsche Cayman S                          | Walter Röhrl                      |                   | Sport Auto, jantes 19", freins en céramique.[réf. nécessaire] |
|          | 8 min 05 s     |  | BMW M3 E92                                | Horst von Saurma                  |                   | Sport Auto (12/2007) |
|          | 8 min 06 s     |  | Subaru WRX STi Spec-C                     | Motoharu Kurosawa                 |                   | Vidéo de Best Motoring, NISMO Beast Unleashed. |
|          | 8 min 07 s     |  | BMW Z8 E52                                |                                   |                   | Auto Bild, juin 2001 |
| 20 600 m | 8 min 07 s 97  |  | Renault Megane 3 RS Trophy 265            | Laurent Hurgon                    | 17 Juin 2011      | Renault Sport, ancien record pour un véhicule traction de série |
|          | 8 min 09 s     |  | Audi RS4                                  |                                   |                   | Sport Auto, juin 2006 |
|          | 8 min 09 s     |  | BMW M6 E63                                | Horst von Saurma                  |                   | Sport Auto décembre 2005, pneus Sport et limiteur à 259 km/h[réf. nécessaire] |
|          | 8 min 10 s     |  | Chrysler Viper GTS                        | Horst von Saurma                  |                   | Sport Auto (10/1997) |
|          | 8 min 10 s     |  | BMW Alpina B6 S                           | Horst von Saurma                  |                   | Sport Auto (05/2008) |
|          | 8 min 11 s 16  |  | Mitsubishi Lancer Evo IX                  | Takayuki Kinoshita                |                   | Best Motoring, vidéo 14 |
|          | 8 min 12 s     |  | BMW Z4 M Coupe                            |                                   |                   | Evo no 93, page 77 |
|          | 8 min 13 s     |  | BMW M5 E60                                | Horst von Saurma                  |                   | Sport Auto (12/2004) |
|          | 8 min 13 s     |  | Ferrari 355 GTB                           |                                   |                   | Sport Auto (10/1994) |
|          | 8 min 13 s     |  | Mercedes-Benz C63 AMG                     | Horst von Saurma                  |                   | Sport Auto (2/2009) |
|          | 8 min 14 s     |  | BMW Alpina B3 Biturbo Coupé               | Horst von Saurma                  |                   | Sport Auto (12/2008), avec jantes 19 pouces |
|          | 8 min 15 s     |  | BMW 1 Series M Coupe                      |                                   | juin 2011         | Sport Auto |
|          | 8 min 16 s     |  | Porsche Cayman S                          | Horst von Saurma                  |                   | Sport Auto décembre 2009 |
|          | 8 min 17 s     |  | Porsche Boxster S                         | Horst von Saurma                  |                   | Sport Auto février 2010 |
|          | 8 min 18 s     |  | Lexus IS-F                                |                                   |                   | fastestlaps.com (2007) |
|          | 8 min 20 s     |  | Chevrolet Camaro SS 2010                  | NA                                |                   | Edmunds |
|          | 8 min 22 s     |  | Nissan Skyline GT-R R32                   | Motoharu Kurosawa                 |                   | Best Motoring, vidéo sur DVD. |
|          | 8 min 22 s     |  | Mercedes-Benz C55 AMG (W203)              |                                   |                   | Sport Auto, juillet 2004 |
|          | 8 min 22 s     |  | BMW M3 E46                                | Horst von Saurma                  |                   | Sport Auto, décembre 2000 |
|          | 8 min 22 s     |  | BMW M Coupe E36/8                         | Horst von Saurma                  |                   | Sport Auto, octobre 1998 |
|          | 8 min 22 s 85  |  | Chevrolet Cobalt SS Turbo (2007)          |                                   |                   | Motor Trend, octobre 2007 |
|          | 8 min 23 s     |  | Renault Clio RS 220 Trophy                | Christian Gebhardt                |                   | Essai réalisé par Renault Sport. |
|          | 8 min 23 s 30  |  | Audi S1                                   |                                   |                   | |
|          | 8 min 24 s     |  | Cosworth Type 25 STI spec C (2010)        | Mark Chandler                     |                   | Sport Auto (2010), pneus Sport |
|          | 8 min 25 s     |  | Lotus Exige S                             | Horst von Saurma                  |                   | Sport Auto (06/2008) |
|          | 8 min 25 s     |  | Jaguar XKR                                | Horst von Saurma                  |                   | Sport Auto |
|          | 8 min 25 s     |  | Audi RS4                                  | Sean Moore                        |                   | |
|          | 8 min 25 s     |  | Porsche Cayman S                          | Horst von Saurma                  |                   | Sport Auto |
|          | 8 min 24 s     |  | Mitsubishi Lancer Evo VI                  | Horst von Saurma                  |                   | Sport Auto, novembre 1999, pneus Sport[réf. nécessaire] |
|          | 8 min 25 s     |  | Mitsubishi Lancer Evo VII                 | Horst von Saurma                  |                   | Sport Auto, novembre 2002, pneus Sport[réf. nécessaire] |
|          | 8 min 26 s     |  | Audi S5                                   | Horst von Saurma                  |                   | Sport Auto (01/2008) |
|          | 8 min 26 s     |  | BMW 335i E92 Coupe                        | Horst von Saurma                  |                   | Sport Auto |
|          | 8 min 26 s     |  | Nissan 350Z                               | Horst von Saurma                  |                   | Sport Auto (10/2003) |
|          | 8 min 26 s     |  | Ford Focus RS                             | Horst von Saurma                  | août 2009         | Test réalisé par Ford en partenariat avec le magazine allemand Auto, Motor und Sport. |
|          | 8 min 28 s     |  | Porsche 911 Carrera (993)                 | Horst von Saurma                  |                   | Sport Auto, juillet 1997 |
|          | 8 min 29 s     |  | Audi TTS Coupé                            | Horst von Saurma                  |                   | Sport Auto (10/2008) |
|          | 8 min 35 s 50  |  | Honda civic type R fn2                    |                                   | 2007              | |
|          | 8 min 36 s     |  | Opel Astra OPC 2.0T (240PS)               | Manuel Reuter                     |                   | Opel, 05 |
|          | 8 min 40 s     |  | Alfa Romeo Giulietta QV                   |                                   |                   | |
| 19 100 m | 8 min 38 s     |  | Volkswagen Golf Mk5                       | R-power                           | 4 octobre 2009    | [ 92 ] |
|          | 8 min 39 s     |  | Honda S2000                               | Horst von Saurma                  |                   | Sport Auto, janvier 2000 |
|          | 8 min 39 s     |  | Mazdaspeed3 (Mazda 3 MPS)                 | Mark Ticehurst                    | 2007              | Mazda News, juin 2007, Mazda Racing Driver, 10e tour |
|          | 8 min 39 s     |  | Citroën DS3 Racing                        |                                   | mai 2011          | Al Volante, boîte manuelle |
|          | 8 min 40 s 299 |  | Bentley Continental GT                    |                                   | 9 avril 2007      | [ 96 ] |
|          | 8 min 42 s     |  | Lotus Exige Mk1                           | Horst von Saurma                  |                   | Sport Auto, novembre 2000, pneus Sport[réf. nécessaire] |
|          | 8 min 43 s 3   |  | SEAT León Cupra R Mk1                     | Øistein Helland                   | 7 août 2010       | [ 97 ] |
|          | 8 min 43 s 52  |  | Chevrolet HHR SS                          |                                   |                   | |
|          | 8 min 47 s     |  | Volkswagen Scirocco 2.0 TSI               | Bernt Bråten Andersen             | 15 novembre 2009  | Minimalt.no |
|          | 8 min 47 s     |  | Honda Civic Type-R ep3                    | Horst von Saurma                  |                   | Sport Auto, novembre 2001 |
|          | 8 min 47 s 99  |  | Opel Corsa OPC                            | Manuel Reuter                     | octobre 2007      | Opel, 2007 |
|          | 8 min 51 s     |  | Ford Focus ST                             |                                   |                   | Sport Auto, septembre 2005 |
|          | 8 min 52 s     |  | Mini Cooper S                             | Oscar G. Matos                    |                   | Open Trials, mai 2006 |
|          | 8 min 54 s     |  | Vauxhall Corsa VXR                        |                                   |                   | Sport Auto, avril 2008 |
|          | 8 min 54 s 38  |  | Opel Zafira OPC                           | Manuel Reuter                     |                   | |
|          | 8 min 55 s     |  | Range Rover Sport Supercharger 2010       | Paul Wijgaertz                    | 2009              | Essai du système ESP |
|          | 9 min 02 s     |  | Chevrolet Cobalt SS Turbo 2008            | John Heinricy                     | octobre 2007      | Piste humide |
|          | 9 min 05 s     |  | Ford Focus RS                             |                                   |                   | Sport Auto, septembre 2005 |
| 22 800 m | 16 min 01 s    |  | Trabant P50                               | Équipe d'usine de VEB Sachsenring | avril 1960        | Voiture de série de 20 ch pendant l'étape finale du rallye Hanseat |

### Compétition

#### Voiture de course hors épreuve
| Longueur | Temps          | Véhicule               | Catégorie         | Pilote         | Date         | Source     | Notes |
| -------- | -------------- | ---------------------- | ----------------- | -------------- | ------------ | ---------- | --- |
| 20 832 m | 5 min 19 s 546 | Porsche 919 Hybrid Evo | Hybride           | Timo Bernhard  | 29 juin 2018 | Porsche    | Temps réalisé sur une version optimisée (ne répondant à aucun règlement technique) du prototype Porsche 919 Hybrid trois fois vainqueur au Mans. |
| 20 832 m | 6 min 05 s 336 | Volkswagen ID.R        | Électrique (100%) | Romain Dumas   | 3 juin 2019  | Volkswagen | Véhicule ayant aussi battu le record du Pikes Peak et du Goodwood Hillclimb avec Romain Dumas                                                    |
| 20 600 m | 6 min 45 s 90  | NIO EP9                | Électrique (100%) | Peter Dumbreck | 12 mai 2017  |            | Véhicule 100 % électrique homologué dans l'UE[réf. souhaitée]. Confirmé par vidéo produite par ABB Formula E. Pneus slicks                       |

#### Temps en qualifications
| Longueur | Temps          | Véhicule                    | Catégorie | Pilote                  | Date            | Source  | Notes                                                                                              |
| -------- | -------------- | --------------------------- | --------- | ----------------------- | --------------- | ------- | -------------------------------------------------------------------------------------------------- |
| 20 832 m | 6 min 11 s 13  | Porsche 956                 | Groupe C  | Stefan Bellof           | 28 mai 1983     | n/a     | Pole position des 1 000 km du Nürburgring 1983, n'a pas terminé la course (accident).              |
| 22 835 m | 6 min 58 s 6   | Ferrari 312 T               | F1        | Niki Lauda              | 2 août 1975     | ,       | Pole position du Grand Prix d'Allemagne 1975                                                       |
| 22 835 m | 7 min 06 s 5   | McLaren M23–Ford Cosworth   | F1        | James Hunt              | 31 juillet 1976 | [ 105 ] | Pole position du Grand Prix d'Allemagne 1976                                                       |
| 22 835 m | 7 min 08 s 59  | Ford Capri Zakspeed Turbo   | Groupe 5  | Klaus Niedzwiedz        | 4 juillet 1982  | [ 106 ] | Pole position Großer Preis der Tourenwagen                                                         |
| 22 835 m | 7 min 30 s 52  | Ford Capri Zakspeed Turbo   | Groupe 5  | Klaus Ludwig            | 30 mars 1980    | [ 107 ] | Pole position de l'édition 1980 du Grand Prix de l'Eifel, championnat DRM                          |
| 22 835 m | 7 min 31 s 7   | Porsche 935 K3              | Groupe 5  | Klaus Ludwig            | 29 avril 1979   | [ 108 ] | Pole position de l'édition 1979 du Grand Prix de l'Eifel, championnat DRM                          |
| 22 835 m | 7 min 44 s 4   | Ford Capri Zakspeed Turbo   | Groupe 5  | Hans Heyer              | 29 avril 1979   | [ 108 ] | Voiture la plus rapide en Catégorie II de l'édition 1979 du Grand Prix de l'Eifel, championnat DRM |
| 22 835 m | 7 min 45 s 44  | BMW 320 Turbo               | Groupe 5  | Hans-Joachim Stuck      | 30 mars 1980    | [ 107 ] | Voiture la plus rapide en Catégorie II de l'édition 1980 du Grand Prix de l'Eifel, championnat DRM |
| 22 835 m | 7 min 42 s 1   | Brabham BT26A-Ford Cosworth | F1        | Jacky Ickx              | 3 août 1969     | [ 106 ] | Pole du Grand Prix d'Allemagne 1969. Temps le plus rapide établi sur la piste bosselée originale.  |
| 22 810 m | 9 min 43 s 1   | Mercedes-Benz W154          | GP        | Hermann Lang            | 24 juillet 1938 | n/a     | Pole position du Grand Prix d'Allemagne 1939                                                       |
| 22 810 m | 9 min 48 s 4   | Mercedes-Benz W154          | GP        | Manfred von Brauchitsch | 23 juillet 1939 | n/a     | Pole position du Grand Prix d'Allemagne 1938                                                       |
| 25 947 m | 10 min 09 s 1  | Mercedes-Benz W154          | GP        | Richard Seaman          | 24 juillet 1938 | n/a     | Grand Prix d'Allemagne 1938                                                                        |
| 25 947 m | 8 min 37 s 327 | Citroën C-Elysée WTCC       | WTCC      | José María López        | 14 mai 2015     | [ 109 ] | FIA WTCC Race of Germany 2015                                                                      |

#### Temps en course
| Longueur | Temps          | Véhicule                    | Catégorie   | Pilote                                                     | Date            | Source  | Notes |
| -------- | -------------- | --------------------------- | ----------- | ---------------------------------------------------------- | --------------- | ------- | --- |
| 20 832 m | 6 min 25 s 91  | Porsche 956                 | Groupe C    | Stefan Bellof                                              | 29 mai 1983     | [ 106 ] | 1 000 km du Nürburgring 1983 |
| 20 832 m | 6 min 28 s 03  | March-BMW 832               | F2          | Christian Danner                                           | 24 avril 1983   | [ 106 ] | Grand Prix de l'Eifel 1983 (193,272 km/h de moyenne) |
| 20 832 m | 7 min 04 s     | Porsche 996 Turbo           | Groupe A/GT | Uwe Alzen/Arno Klasen                                      | 29 mai 2003     |         | Castrol-Haugg-Cup 2003 |
| 22 835 m | 7 min 06 s 4   | Ferrari 312 T               | F1          | Clay Regazzoni                                             | 3 août 1975     | ,       | Grand Prix d'Allemagne 1975 (192,79 km/h de moyenne) |
| 22 835 m | 7 min 06 s 51  | Maurer (en) MM82-BMW        | F2          | Stefan Bellof                                              | 25 avril 1982   | [ 106 ] | Record du tour F2 du Grand Prix de l'Eifel 1982 |
| 22 835 m | 7 min 10 s 8   | Tyrrell P34–Ford Cosworth   | F1          | Jody Scheckter                                             | 1er août 1976   | [ 112 ] | Grand Prix d'Allemagne 1976 |
| 22 835 m | 7 min 37 s 3   | Porsche 935 K3              | Groupe 5    | Klaus Ludwig                                               | 29 avril 1979   | [ 108 ] | Grand Prix de l'Eifel 1979, championnat DRM (179,760 km/h) |
| 22 835 m | 7 min 46 s 3   | Zakspeed Capri Turbo        | Groupe 5    | Hans Heyer                                                 | 29 avril 1979   | [ 108 ] | Grand Prix de l'Eifel 1979, championnat DRM (176,290 km/h) |
| 22 835 m | 7 min 56 s 21  | Zakspeed Capri Turbo        | Groupe 5    | Harald Ertl                                                | 30 mars 1980    | [ 107 ] | Championnat DRM 1980 (172,630 km/h) |
| 22 835 m | 7 min 43 s 8   | Brabham BT26A-Ford Cosworth | F1          | Jacky Ickx                                                 | 3 août 1969     | [ 106 ] | Grand Prix d'Allemagne 1969. Temps le plus rapide établi sur la piste bosselée originale.                                                                                                |
| 24 433 m | 8 min 09 s 949 | Porsche 996 Turbo           | Groupe A/GT | Uwe Alzen/Jürgen Alzen                                     | 24 sept. 2005   | [ 113 ] | VLN 2005 (179,526 km/h). Moteurs turbocompressés interdits par la suite par le règlement.                                                                                                |
| 25 359 m | 8 min 36 s 768 | Porsche 997 GT3-RSR         | SP7         | Timo Bernhard/Marc Lieb/Romain Dumas/Marcel Tiemann        | 25 mai 2009     |         | 24 Heures du Nürburgring 2009, 99e tour, nouveau record de distance avec 155 tours. |
| 25 378 m | 8 min 43 s 367 | Porsche 996 GT3-MR          | Groupe A/GT | Lucas Luhr/Timo Bernhard/Mike Rockenfeller/ Marcel Tiemann | 18 juin 2006    |         | 24 Heures du Nürburgring 2006 |
| 25 947 m | 9 min 02 s 206 | Dodge Viper GTS-R           | GT2/24 h    | Peter Zakowski/Pedro Lamy/Robert Lechner                   | 1er juin 2003   |         | Tour le plus rapide établi sur la configuration la plus longue jamais utilisée pour les 24 Heures du Nürburgring. Équipe disqualifiée pour capacité de réservoir d'essence non conforme. |
| 22 810 m | 10 min 09 s 1  | Mercedes-Benz W154          | GP          | Richard Seaman                                             | 24 juillet 1938 | n/a     | Grand Prix d'Allemagne 1938 |
| 22 810 m | 10 min 24 s 2  | Mercedes-Benz W154          | GP          | Rudolf Caracciola                                          | 23 juillet 1939 | n/a     | Grand Prix d'Allemagne 1939 |